# Tropidophoxinellus alburnoides
Tropidophoxinellus alburnoides és una espècie de peix cipriniforme de la família dels ciprínids.

## Morfologia
- Els mascles poden assolir 25 cm de longitud total.[2][3]

## Alimentació
Menja invertebrats, en especial petits crustacis i larves d'insectes.

## Hàbitat
És un peix d'aigua dolça i de clima temperat.

## Distribució geogràfica
Es troba a Europa: la península Ibèrica, incloent-hi els rius Duero, Tajo, Guadiana i Guadalquivir.

## Estat de conservació
Es troba amenaçat d'extinció a causa de la contaminació de l'aigua, la destrucció del seu hàbitat natural i la introducció d'espècies exòtiques.